# Tullibody Old Kirk

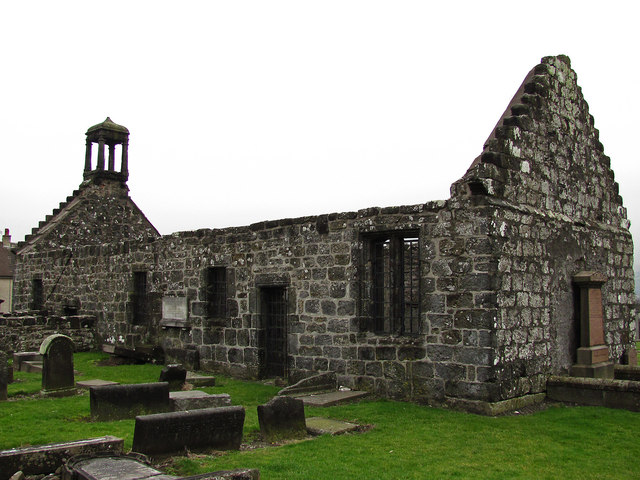
Tullibody Old Kirk

Die Tullibody Old Kirk, auch Old Church of Tullibody, ist eine romanische Kirchenruine in der schottischen Stadt Tullibody in der Council Area Clackmannanshire. 1960 wurde das Bauwerk in die schottischen Denkmallisten in der höchsten Kategorie A aufgenommen. Außerdem war es Teil eines Denkmalensembles der Kategorie B. Diese Einstufung wurde jedoch 2018 aufgehoben. Weiterhin ist die Anlage seit 1936 als Scheduled Monument geschützt. Der umliegende Friedhof ist ein Denkmal der Kategorie B.

## Geschichte
Die Kirche stammt aus dem 12. Jahrhundert, wobei eine Quelle das Gründungsjahr auf 1149 präzisiert. Im 16. Jahrhundert wurde sie neu aufgebaut und weiteres Mal 1760 renoviert und verändert. Der aufsitzende Glockenturm stammt aus dem Jahr 1772. Zuletzt wurde sie mit Fertigstellung der St. Serf’s Church im Jahre 1904 regelmäßig genutzt. 1916 wurden das Dach und die Fensterscheiben entfernt.

## Beschreibung
Der längliche Bau misst rund 19 m × 7 m. Das Bruchsteinmauerwerk ist heute noch in voller Höhe erhalten. Die Giebelflächen sind als Staffelgiebel gefertigt. Die beiden Türöffnungen stammen aus dem 16. Jahrhundert; davon die östliche aus dem Jahr 1539. Ebenso wurden die rechteckigen, östlichen Fensteröffnungen in dieser Zeit hinzugefügt. Der auf der Giebelfläche aufsitzende kleine Glockenturm stammt hingegen aus dem Jahr 1772. Zuletzt wurden 1824 oder 1833 Fensteröffnungen sowie ein Eingangsbereich an der Südseite hinzugefügt.